# Tortuero
Tortuero – gmina w Hiszpanii, w prowincji Guadalajara, w Kastylii-La Mancha, o powierzchni 46,86 km². W 2011 roku gmina liczyła 18 mieszkańców.